# 3OH!3
3OH!3는 미국의 팝 밴드이다.

## 디스코그래피
- 3OH!3 (2007)
- Want (2008)
- Streets of Gold (2010)
- Omens (2013)
- Night Sports (2016)
- Need (2021)[1]